# 50-a
50-a es una sección de la Ley de Derechos Civiles de Nueva York, promulgada en 1976, que oculta al público los registros de desempeño de los oficiales de policía, bomberos y funcionarios de prisiones. De acuerdo con la ley, los "registros de personal" son "confidenciales y no están sujetos a inspección o revisión", a menos que el oficial otorgue permiso para su liberación. El fundamento de la ley era proteger a los agentes del orden que actuaron como testigos de la acusación en los juicios. En particular, la ley estuvo significada para proteger agentes de extensos subpoenas para misconduct los registros emitieron por abogados de defensa.
50-a ha provocado críticas desde su promulgación, ya que activistas de derechos civiles señalaron la consiguiente falta de responsabilidad policial y la preservación del racismo institucional. Empezó en 2014 después del asesinato de Eric Garner, el repeal 50-un movimiento momento obtenido cuándo de 19 años undergraduate en Universidad de Nueva York, Bincheng Mao, lanzó un nationwide campaña con Coalición de Costa Del este para Tolerancia y No-Discriminación para defender para imputabilidad de política y el repeal de sección 50-un en Estado de Nueva York.
El 12 de junio de 2020, Gobernador Andrew Cuomo firmó a repeal la ley cuando parte de Nueva York Senado Estatal Bill S8496.